# .np
.np es el dominio de nivel superior geográfico (ccTLD) para Nepal.